# Etiopia na Mistrzostwach Świata w Lekkoatletyce 2013
Etiopia na Mistrzostwach Świata w Lekkoatletyce 2013 – reprezentacja Etiopii podczas mistrzostw świata w Moskwie liczyła 46 zawodników. Dziewięcioro z nich w tym Kenenisa Bekele nie przystąpiło jednak do udziału w zawodach.

## Medaliści
| Medal | Zawodnik         | Konkurencja                          |
|       | Tirunesh Dibaba  | Bieg na 10 000 m kobiet              |
|       | Mohammed Aman    | Bieg na 800 m mężczyzn               |
|       | Meseret Defar    | Bieg na 5000 m kobiet                |
|       | Hagos Gebrhiwet  | Bieg na 5000 m mężczyzn              |
|       | Ibrahim Jeilan   | Bieg na 10 000 m mężczyzn            |
|       | Lelisa Desisa    | Maraton mężczyzn                     |
|       | Tadese Tola      | Maraton mężczyzn                     |
|       | Almaz Ayana      | Bieg na 5000 m kobiet                |
|       | Belaynesh Oljira | Bieg na 10 000 m kobiet              |
|       | Sofia Assefa     | Bieg na 3000 m z przeszkodami kobiet |

## Występy reprezentantów Etiopii

### Mężczyźni
| Konkurencja                   | Zawodnik             | Eliminacje | Eliminacje | Półfinał | Półfinał | Finał         | Finał   |
| Konkurencja                   | Zawodnik             | rezultat   | pozycja    | rezultat | pozycja  | rezultat      | pozycja |
| ----------------------------- | -------------------- | ---------- | ---------- | -------- | -------- | ------------- | ------- |
| Bieg na 800 m                 | Mohammed Aman        | 1:44,93    | 1. Q       | 1:44,71  | 4. Q     | 1:43,31 (SB)  | złoto   |
| Bieg na 1500 m                | Mekonnen Gebremedhin | 3:38,55    | 6. Q       | 33:43,54 | 14. Q    | 3:37,21       | 7.      |
| Bieg na 1500 m                | Aman Wote            | 3:38,89    | 15. q      | 3:36,94  | 8.       | NQ            | NQ      |
| Bieg na 1500 m                | Zebene Alemayehu     | 3:41,28    | 27.        | NQ       | NQ       | NQ            | NQ      |
| Bieg na 1500 m                | Abiyote Abate        | —          | —          | —        | —        | —             | —       |
| Bieg na 5000 m                | Muktar Edris         | 13:20,82   | 1. Q       | —        | —        | 13:29,56      | 7.      |
| Bieg na 5000 m                | Hagos Gebrhiwet      | 13:23,22   | 4. Q       | —        | —        | 13:27,26      | srebro  |
| Bieg na 5000 m                | Yenew Alamirew       | 13:23,48   | 5. Q       | —        | —        | 13:31,27      | 9.      |
| Bieg na 5000 m                | Yigrem Demelash      | —          | —          | —        | —        | —             | —       |
| Bieg na 10 000 m              | Ibrahim Jeilan       | —          | —          | —        | —        | 27:22,23 (SB) | srebro  |
| Bieg na 10 000 m              | Abera Kuma           | —          | —          | —        | —        | 27:25,27      | 5.      |
| Bieg na 10 000 m              | Imane Merga          | —          | —          | —        | —        | 27:42,02      | 12.     |
| Bieg na 10 000 m              | Dejen Gebremeskel    | —          | —          | —        | —        | 27:51,88      | 16.     |
| Bieg na 10 000 m              | Kenenisa Bekele      | —          | —          | —        | —        | —             | —       |
| Maraton                       | Lelisa Desisa        | —          | —          | —        | —        | 2:10:12       | srebro  |
| Maraton                       | Tsegaye Kebede       | —          | —          | —        | —        | 2:10:47       | 4.      |
| Maraton                       | Feyisa Lilesa        | —          | —          | —        | —        | —             | —       |
| Maraton                       | Tadese Tola          | —          | —          | —        | —        | 2:10:23       | brąz    |
| Maraton                       | Yemane Tsegay        | —          | —          | —        | —        | 2:11:43 (SB)  | 8.      |
| Maraton                       | Tilahun Regassa      | —          | —          | —        | —        | —             | —       |
| Bieg na 3000 m z przeszkodami | Habtamu Fayisa       | 8:29.08    | 22.        | —        | —        | NQ            | NQ      |
| Bieg na 3000 m z przeszkodami | Roba Gari            | 8:45.06    | 35.        | —        | —        | NQ            | NQ      |

### Kobiety
| Konkurencja                   | Zawodniczka      | Eliminacje | Eliminacje | Półfinał | Półfinał | Finał        | Finał   |
| Konkurencja                   | Zawodniczka      | rezultat   | pozycja    | rezultat | pozycja  | rezultat     | pozycja |
| ----------------------------- | ---------------- | ---------- | ---------- | -------- | -------- | ------------ | ------- |
| Bieg na 800 m                 | Fantu Magiso     | 2:01,11    | 20.        | NQ       | NQ       | NQ           | NQ      |
| Bieg na 800 m                 | Tigst Assefa     | —          | —          | —        | —        | —            | —       |
| Bieg na 1500 m                | Genzebe Dibaba   | 4:06,78    | 1. Q       | 4:05,23  | 5. Q     | 4:05,99      | 8.      |
| Bieg na 1500 m                | Gelete Burka     | 4:11,26    | 29.        | NQ       | NQ       | NQ           | NQ      |
| Bieg na 1500 m                | Senbere Teferi   | 4:11,41    | 30.        | NQ       | NQ       | NQ           | NQ      |
| Bieg na 1500 m                | Axumawit Embaye  | —          | —          | —        | —        | —            | —       |
| Bieg na 5000 m                | Almaz Ayana      | 15:34,93   | 9. Q       | —        | —        | 14:51,33     | brąz    |
| Bieg na 5000 m                | Meseret Defar    | 15:22,94   | 1. Q       | —        | —        | 14:50,19     | złoto   |
| Bieg na 5000 m                | Buze Diriba      | 15:23,41   | 2. Q       | —        | —        | 15:05,38     | 5.      |
| Bieg na 5000 m                | Genet Yalew      | —          | —          | —        | —        | —            | —       |
| Bieg na 10 000 m              | Tirunesh Dibaba  | —          | —          | —        | —        | 30:43,35     | złoto   |
| Bieg na 10 000 m              | Belaynesh Oljira | —          | —          | —        | —        | 30:46,98     | brąz    |
| Bieg na 10 000 m              | Ababel Yeshaneh  | —          | —          | —        | —        | 32:02,09     | 9.      |
| Bieg na 10 000 m              | Afera Godfay     | —          | —          | —        | —        | DNS          | –       |
| Maraton                       | Tiki Gelana      | —          | —          | —        | —        | DNF          | –       |
| Maraton                       | Meseret Hailu    | —          | —          | —        | —        | DNF          | –       |
| Maraton                       | Aberu Kebede     | —          | —          | —        | —        | 2:38:04      | 13.     |
| Maraton                       | Meselech Melkamu | —          | —          | —        | —        | DNF          | –       |
| Maraton                       | Feyse Tadese     | —          | —          | —        | —        | DNF          | –       |
| Maraton                       | Merima Mohammed  | —          | —          | —        | —        | —            | —       |
| Bieg na 3000 m z przeszkodami | Hiwot Alayew     | 9:24,49    | 3. Q       | —        | —        | 9:15,25 (SB) | 4.      |
| Bieg na 3000 m z przeszkodami | Sofia Assefa     | 9:36,66    | 10. Q      | —        | —        | 9:12,84 (SB) | brąz    |
| Bieg na 3000 m z przeszkodami | Etenesh Diro     | 9:24,02    | 1. Q       | —        | —        | 9:16,97 (SB) | 5.      |
| Bieg na 3000 m z przeszkodami | Birtukan Fente   | —          | —          | —        | —        | —            | —       |